# Montreuil-Juigné
Montreuil-Juigné é uma comuna francesa na região administrativa do Pays de la Loire, no departamento de Maine-et-Loire. Estende-se por uma área de 13,81 km². Em 2010 a comuna tinha 7 669 habitantes (densidade: 555,3 hab./km²).